# Кашира, Юрий Тадеушевич
Юрий Тадеушевич Каши́ра (бел. Юрый Кашыра; 4 апреля 1904, Александрово, Повятский сельсовет — 18 февраля 1943, Росица, Витебская область) — белорусский католический монах, священник, мученик, блаженный Римско-католической церкви. Входит в число 108 блаженных польских мучеников, беатифицированных римским папой Иоанном Павлом II во время его посещения Варшавы 13 июня 1999 года.

## Биография
Родившись в православной белорусской семье с униатскими корнями, Юрий Кашира в 1922 году самостоятельно принял католичество. В 1924 году поступил в мужской монастырь конгрегации отцов мариан в Друе, где одновременно, пребывая в монастыре, окончил среднюю школу. 2.08.1929 года принёс вечные монашеские обеты и был послан в Рим для обучения богословию и философии. Вернувшись после окончания обучения в Белоруссию, был направлен монастырским начальством в семинарию в Вильно (Вильнюс), после окончания которой 20 июня 1935 года был рукоположён в священника. Служил воспитателем семинаристов, проводил уроки катехизации в гимназии города Друя.
В 1938 году польские власти запретили ему вместе с другими белорусскими марианами, как неблагонадёжным, исполнять пастырские обязанности в Западной Белоруссии и он был депортирован из Друи в глубь Польши в монастырь марианов в с. Рясна, где был настоятелем монастыря и местного прихода. В 1939 году был изгнан из монастыря советскими властями и долгое время, не имея постоянного места служения, странствовал по монастырям Белоруссии и Литвы. В 1942 году вернулся в Друю и присоединился к о. Антонию Лещевичу, который служил в с. Росица.
В феврале 1943 года в ходе проведения карательной антипартизанской операции «Зимнее волшебство» немецкие оккупационные власти обвинили жителей деревни Росица в сотрудничестве с партизанами, и 18 февраля 1943 года жители были согнаны в местный католический храм, настоятелем которого был Антоний Лещевич. Юрий Кашира и Антоний Лещевич не оставили своих прихожан и были сожжены вместе с ними. О трагедии в Росице рассказали монахини из женской конгрегации «Сёстры служительницы Иисуса в Евхаристии», помогавшие священникам их пастырской работе в приходе.

## Прославление
13 июня 1999 года был беатифицирован римским папой Иоанном Павлом II вместе с другими мучениками Второй мировой войны.
День памяти — 12 июня